# Emmanuil Vitorgan
Emmanuil Gedenovich Vitorgan (en russe : Эммануи́л Гедео́нович Виторга́н), né le 27 décembre 1939 à Bakou, est un acteur soviétique.

## Filmographie partielle
- 1971 : Le Roi Lear (Король Лир, Korol Lir) de Grigori Kozintsev : valet du duc d'Albany
- 1972 : Grand maître (Гроссмейстер) de Sergueï Mikaelian : Orlov
- 1973 : La Dague (Кортик, Kortik) de Nikolaï Kalinine : ataman Valéry Nikitski
- 1985 : Bataille de Moscou (Bitva za Moskvou) de Youri Ozerov : commissaire Iefim Fomine
- 1991 : Anna Karamazoff (Анна Карамазофф) de Rustam Khamdamov : Prokoudine-Gorski
- 1992 : Le Carré noir (Чёрный квадрат, Tcherny kvadrat) de Youri Moroz : Kazakov
- 2003 : Pauvre Nastia (Бедная Настя) de Piotr Stein : prince Piotr Dolgorouki

## Distinctions
- Artiste du peuple de la fédération de Russie